# رودولفو غونزاليس باتشيكو
رودولفو غونزاليس باتشيكو (بالإسبانية: Rodolfo González Pacheco)‏ هو ناقد سينمائي وصحفي ومؤلف وكاتب أرجنتيني، ولد في 4 مايو 1883 في تانديل في الأرجنتين، وتوفي في 5 يوليو 1949 في بوينس آيرس في الأرجنتين.